# Martin Riggs
Martin Riggs (16 de outubro de 1950) é o personagem principal e protagonista da franquia Máquina Mortífera interpretado por Mel Gibson no cinema e Clayne Crawford na televisão.
No primeiro filme ele é um  policial que só pensava em se matar após a morte de sua esposa. No segundo filme ele se apaixonou pela secretária do consulado estadunidense na África do Sul. No terceiro filme ele é rebaixado a guarda de rua após uma explosão de um edifício,
e se apaixona por Lorna Cole, com quem se casa  no quarto filme, ele tem um filho.